# Valanidórachi
Valanidórachi är en ort i Grekland.   Den ligger i prefekturen Nomós Prevézis och regionen Epirus, i den västra delen av landet, 300 km väster om huvudstaden Aten. Valanidórachi ligger 50 meter över havet och antalet invånare är 411.
Terrängen runt Valanidórachi är huvudsakligen kuperad, men västerut är den platt. Havet är nära Valanidórachi åt sydväst.Runt Valanidórachi är det ganska glesbefolkat, med 30 invånare per kvadratkilometer. Närmaste större samhälle är Kanaláki, 7,1 km öster om Valanidórachi. 